# Isopeda alpina
Isopeda alpina är en spindelart som beskrevs av Hirst 1992. Isopeda alpina ingår i släktet Isopeda och familjen jättekrabbspindlar. Inga underarter finns listade i Catalogue of Life.